# Edwards County (Kansas)
Edwards County is een county in de Amerikaanse staat Kansas.
De county heeft een landoppervlakte van 1.611 km² en telt 3.449 inwoners (volkstelling 2000). De hoofdplaats is Kinsley.